# Wecken

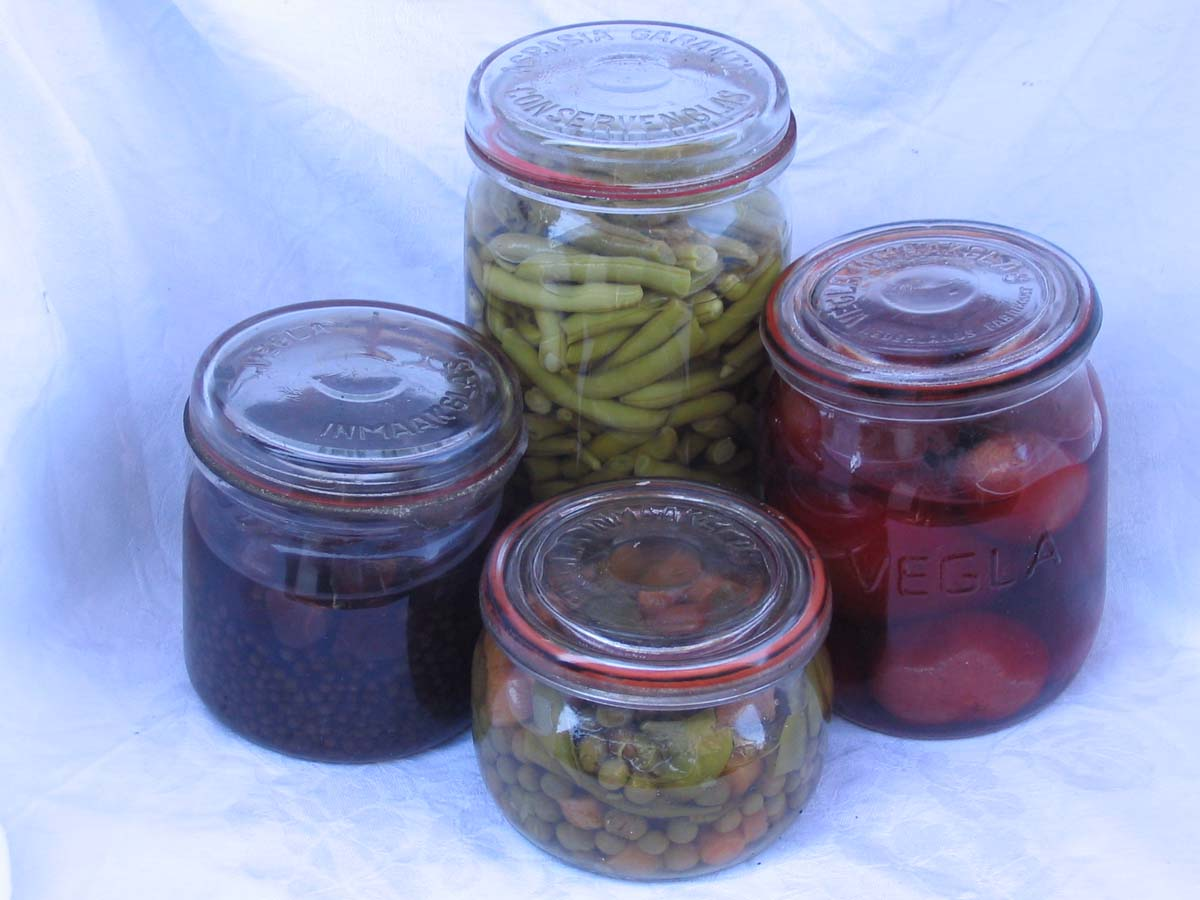
Weckflessen

Wecken of inmaken is een methode voor het conserveren van levensmiddelen. 

## Geschiedenis
De wecktechniek is uitgevonden door de Franse suikerbakker en uitvinder Nicolas Appert (1749-1841), die zijn uitvinding aan de Franse regering aanbood nadat zijn eerste gesteriliseerde voedsel in potten na acht maanden nog goed was gebleken. Zijn manier van conserveren bleek ideaal voor het leger om onder barre omstandigheden te overleven, want men kon niet alleen groenten en fruit op deze manier bijna onbeperkt bewaren, maar ook vlees.
Vlak voor zijn dood verkocht Appert de methode aan een Zwitserse familie, die op haar beurt in 1892 de methode doorverkocht aan Johann Carl Weck (1841-1914). Met een compagnon die goed in marketing was, de uit het Duitse Emmerik afkomstige George van Eyck (1869-1951), stichtte Weck op 1 januari 1900 de onderneming J. Weck. In 1902 verliet Weck de fabriek, maar Van Eyck bouwde het bedrijf uit en creëerde ook de weckflessen met de naam 'Weck' erop en de aardbei die er het beeldmerk van zijn geworden, een van de eerste succesvolle beeldmerken.
Ofschoon het wecken tegenwoordig door de introductie van de koelkast en de diepvries grotendeels overbodig was geworden, bestond de glasfabriek J. Weck GmbH u. Co. KG nog tot 2023, toen faillissement werd aangevraagd. Het bedrijf was gevestigd in Wehr (Baden) in het uiterste zuidwesten van Duitsland.

## Werkwijze

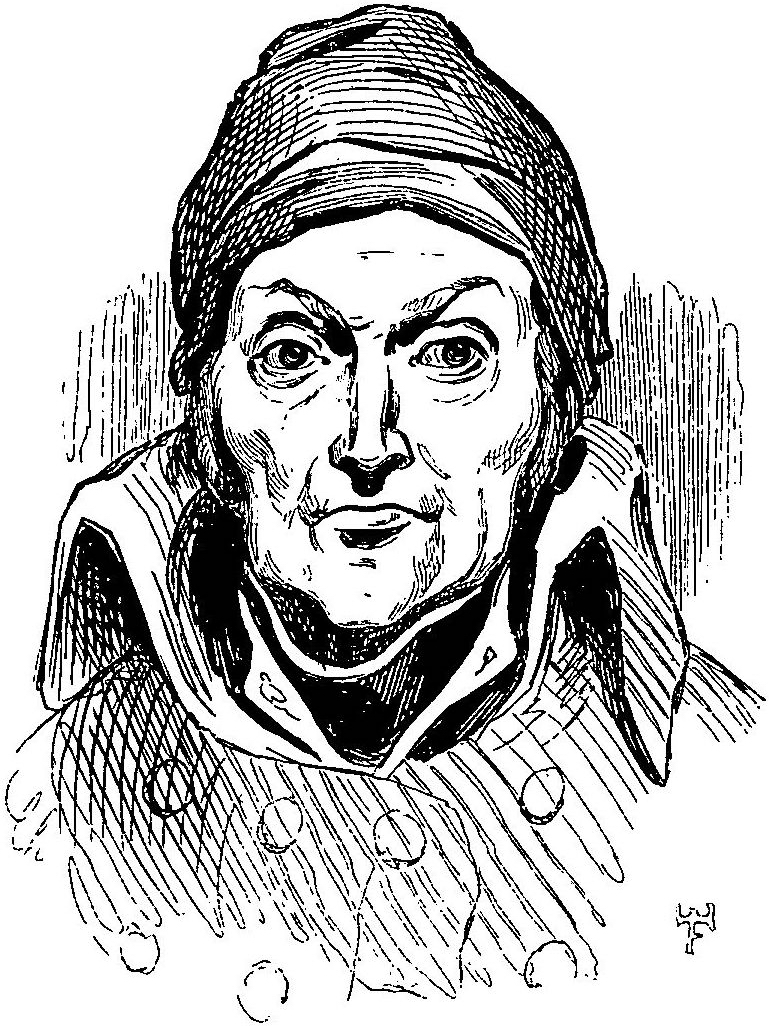
Nicolas Appert
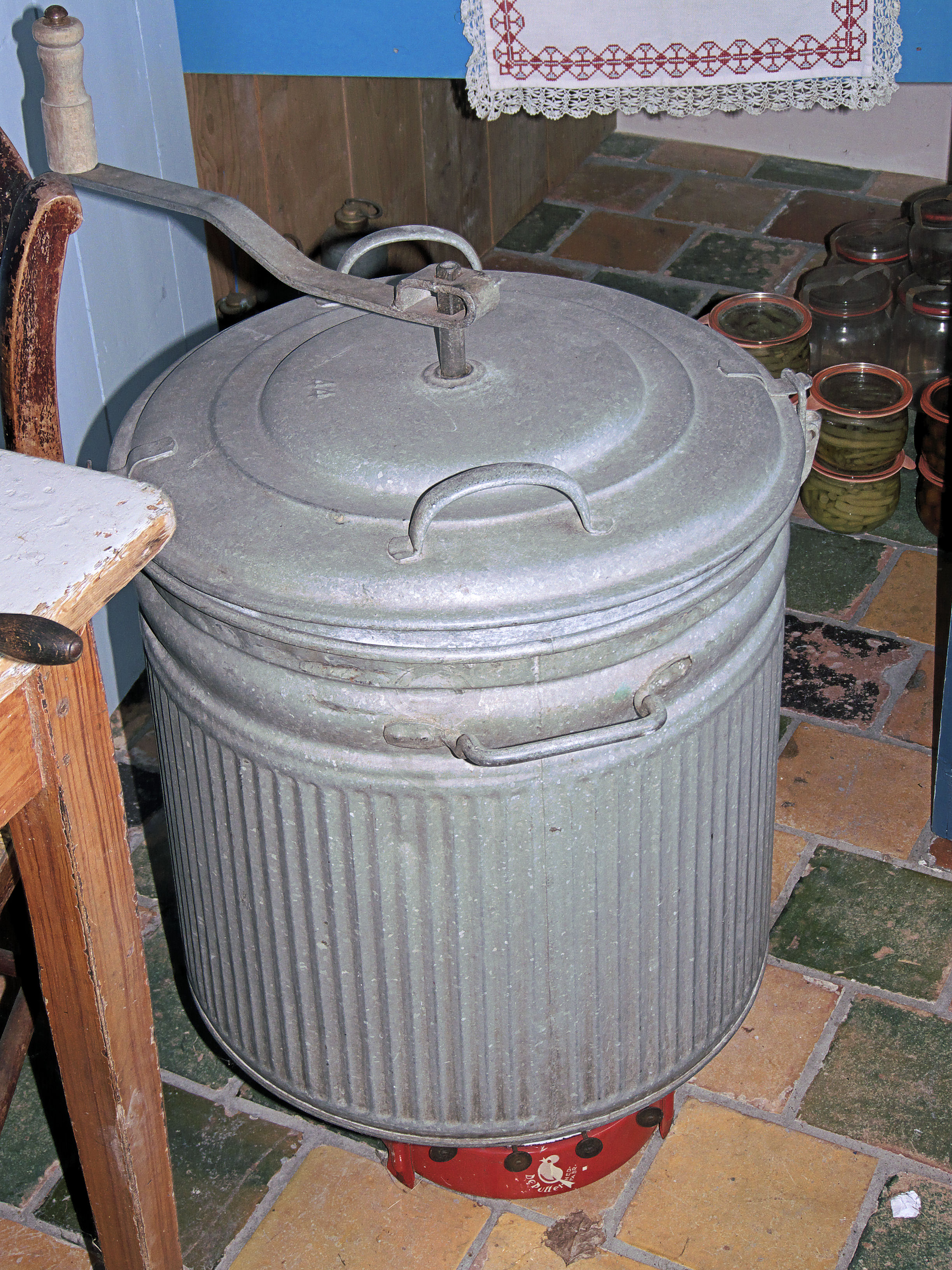
Weckketel
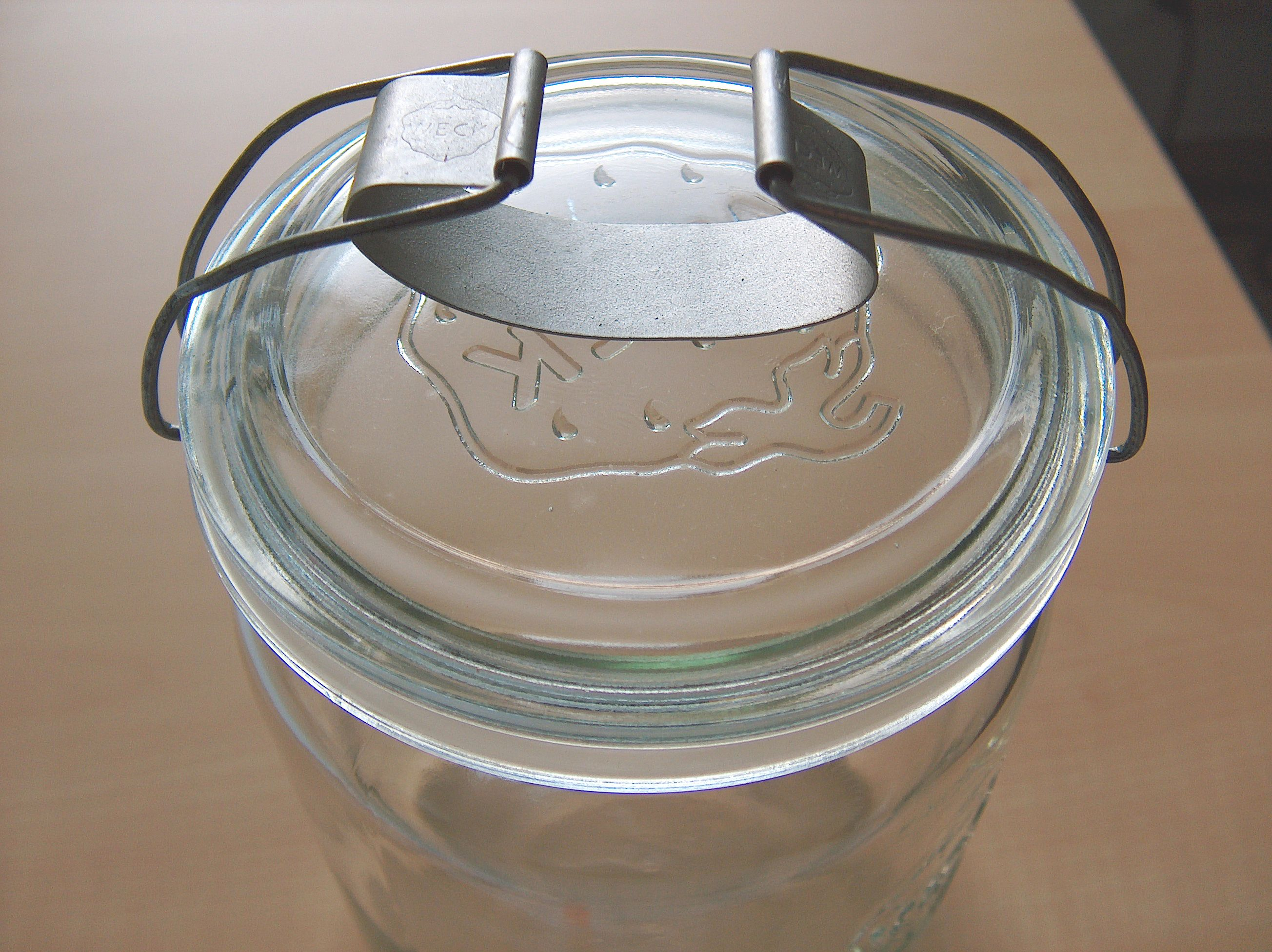
Weckfles met beugel

Voor het wecken worden glazen potten van verschillend formaat gebruikt, die weckpotten of weckflessen genoemd worden. Eerst worden de  potten grondig schoongemaakt, bijvoorbeeld met soda. Daarna worden ze gevuld met de in te maken levensmiddelen (groente, vruchten, vlees enz.). De potten worden afgesloten met een glazen deksel. Tussen pot en deksel komt een rubberen ring, de weckring. Om het deksel op zijn plaats te houden wordt het vastgezet met een metalen beugel.
De potten worden daarna in een waterbad, gewoonlijk in een weckketel, verwarmd en gesteriliseerd. De uitzettende lucht in de pot kan ontsnappen, waarbij de beugel voorkomt dat het deksel en de ring verschuiven. Bij het afkoelen zorgt de rubber ring voor een luchtdichte sluiting en wordt het deksel door de atmosferische druk op de pot gedrukt.
De beugel is dan niet meer nodig en de inhoud kan jarenlang worden bewaard.
De fles of pot kan worden opengemaakt door aan het lipje van de weckring te trekken. Daardoor wordt de onderdruk verbroken die het deksel stevig op de pot houdt. Als er bij het openen geen sprake blijkt te zijn van onderdruk, is de inhoud niet te vertrouwen.

## Risico's
Voor verschillende levensmiddelen is proefondervindelijk vastgesteld wanneer deze voldoende steriel zijn. De weck-handleidingen bevatten van oudsher tabellen met temperaturen en tijden, zodat de gebruiker de levensmiddelen niet langer hoeft te verhitten dan nodig.
Uitgangspunt daarbij is, dat de glas- en dekselranden onbeschadigd en schoon zijn en ook bij het vullen absoluut schoon blijven. De rubberring mag daarnaast geen sporen van verwering vertonen.
Bij het vaststellen van de wecktijden is rekening gehouden met een opwarmtijd in de ketel en een afkoeltijd aan de lucht bij kamertemperatuur.

### Botulisme
Door de verhitting worden niet altijd alle schadelijke organismen gedood. In het bijzonder de sporen van de bacterie Clostridium botulinum, die de botulisme-vergiftiging veroorzaken, blijven levensvatbaar tot 120 °C. In een speciale hogedrukpan kunnen deze sporen wel worden gedood. Daarin worden ze minimaal twaalf minuten lang verhit tot minimaal 121 °C. Bederf door de botulisme-bacterie kan niet altijd worden geroken of geproefd en is voor de consument levensgevaarlijk.
De bacterie kan niet groeien in een zuur milieu, bij het inmaken van bijvoorbeeld fruit bestaat dit risico daarom niet.